# Mustapha Bettache
Mustapha Bettache est un footballeur marocain né le 20 janvier 1931 à Casablanca au Maroc et mort le 13 octobre 2005 dans  la même ville. 
Révélé au Wydad AC, il a évolué comme défenseur pendant huit ans sous la direction de Kader Firoud au Nîmes Olympique puis au Raja de Casablanca. Avec le club gardois il a participé à deux finales de Coupe de France.

## Sélection en équipe nationale
| Matches internationaux de Mustapha Bettache | Matches internationaux de Mustapha Bettache | Matches internationaux de Mustapha Bettache | Matches internationaux de Mustapha Bettache | Matches internationaux de Mustapha Bettache | Matches internationaux de Mustapha Bettache | Matches internationaux de Mustapha Bettache | Matches internationaux de Mustapha Bettache |
| 0                                           | Date                                        | Lieu                                        | Adversaire                                  | Score                                       | Résultats                                   | Compétitions                                |                                             |
| ------------------------------------------- | ------------------------------------------- | ------------------------------------------- | ------------------------------------------- | ------------------------------------------- | ------------------------------------------- | ------------------------------------------- | ------------------------------------------- |
| 1                                           | 1er janvier 1960                            | Stade d'Honneur, Casablanca, Maroc          | Yougoslavie                                 | —                                           | 0-5                                         | Match amical                                |                                             |
| 2                                           | 11 décembre 1960                            | Stade d'Honneur, Casablanca, Maroc          | Allemagne de l'Est                          | —                                           | 2-3                                         | Match amical                                |                                             |
| 3                                           | 12 novembre 1961                            | Stade d'Honneur, Casablanca, Maroc          | Espagne                                     | —                                           | 0-1                                         | Éliminatoires Coupe du monde 1962           |                                             |
| 4                                           | 23 novembre 1961                            | Stade Santiago-Bernabéu, Madrid, Espagne    | Espagne                                     | —                                           | 3-2                                         | Éliminatoires Coupe du monde 1962           |                                             |
| 5                                           | 10 décembre 1961                            | Stade d'Honneur, Casablanca, Maroc          | Allemagne de l'Est                          | —                                           | 2-0                                         | Match amical                                |                                             |
| 6                                           | 2 juillet 1963                              | Stade d'Honneur, Casablanca, Maroc          | Tunisie                                     | 3-0                                         | 4-2                                         | Qualifications à la Coupe d'Afrique 1963    |                                             |
| 7                                           | 1er décembre 1963                           | Stade d'Honneur, Casablanca, Maroc          | Union soviétique                            | —                                           | 1-1                                         | Match amical                                |                                             |
| 8                                           | 29 décembre 1963                            | Stade d'Honneur, Casablanca, Maroc          | Allemagne de l'Ouest                        | —                                           | 1-4                                         | Match amical                                |                                             |

## Les matchs olympiques
1. 12/10/1960 Espagne 'B' v Maroc 4 - 3 Amical
2. 28/04/1963 : Casablanca Maroc v France "B" 2 - 1 Amical

## Carrière de joueur
- 1952-1955 :  Wydad AC
- 1955-1963 :  Nîmes Olympique
- 1963-1965 :  Raja de Casablanca

## Palmarès

### Joueur
Avec le Wydad AC
- Championnat du Maroc (1)
  - Champion : 1955
  - Vice-champion : 1952 et 1954
- Supercoupe du Maroc (2)
  - Vainqueur : 1952, 1955
- Coupe d'Ouverture de la Saison (1)
  - Vainqueur : 1952
- Coupe d'Élite du Maroc (1)
  - Vainqueur : 1955
- Coupe de l'Indépendance (1)
  - Vainqueur : 1956

Avec le Nîmes Olympique
- Championnat de France
  - Vice-Champion : 1958, 1959 et 1960

- Coupe de France
  - Finaliste : 1958 et 1961

### Entraineur
Avec le Wydad AC
- Championnat du Maroc (3)
  - Champion : 1976, 1977 et 1978
  - Vice-champion : 1972 et 1980
- Coupe du Trône (3)
  - Vainqueur : 1978, 1979 et 1981
- Supercoupe du Maroc (2)
  - Vainqueur : 1977 et 1978
- Internacional Copa Mohammed-V (1)
  - Vainqueur : 1979
  - 3e : 1977